# Oleśniki
Oleśniki – wieś w Polsce położona w województwie lubelskim, w powiecie świdnickim, w gminie Trawniki.
Wieś szlachecka położona była w drugiej połowie XVI wieku w powiecie lubelskim województwa lubelskiego.
W miejscowości działa Ludowy Klub Sportowy „Oleśnia” Oleśniki, który w sezonie 2023/2024 występował w klasie B, grupie Lublin III.
Na terenie miejscowości funkcjonuje parafia pw. Matki Bożej Częstochowskiej w Oleśnikach.
Wieś jest sołectwem w gminie Trawniki. Według Narodowego Spisu Powszechnego z roku 2011 wieś liczyła 1182 mieszkańców. 

## Historia
Wieś szlachecka z rodowodem w XIV wieku, notowana w roku 1359 przy okazji rozgraniczaniu ziemi lubelskiej i chełmskiej, świadkiem był wówczas kmieć Wacław obecny jako starzec. W roku 1409-30 dziedzicem był Gniewomir-Gniewko. Gniazdo możnej rodziny Oleśnickich herbu Radwan. W roku 1521 dziedzicem wsi był Jan z Oleśnik podżupek bocheński, brat śp. Sebastiana kustosza kieleckiego i kanonika krakowskiego.
W wieku XIX Oleśniki stanowiły wieś i folwark w powiecie krasnostawskim, gminie i parafii Fajsławice. W roku 1886 wieś posiadała 85 osad, 1406 mórg ziemi włościańskiej i 1463 mórg w folwarku rządowym. Według spisu miast, wsi, osad Królestwa Polskiego z 1827 roku było tu 78 domów i 421 mieszkańców.
W latach 1954–1961 wieś należała i była siedzibą władz gromady Oleśniki, po jej zniesieniu w gromadzie Fajsławice. W latach 1975–1998 miejscowość położona była w województwie lubelskim.